# Grant Thornton International
Grant Thornton International är världens sjätte största nätverk för professionella tjänster inom redovisning och tillhandahåller försäkrings- och skatterådgivning och annan professionell rådgivning till privatägda företag och till den offentliga sektorn. Grant Thornton International Ltd är en icke-vinstdrivande, medlemsägd, internationell paraplyorganisation. Företaget har sitt säte i London, Storbritannien och har inget aktiekapital.
Grant Thornton International Ltd har medlemsföretag inom den globala organisationen i mer än 147 länder. De globala bruttointäkterna i medlemsföretagen 2022 var 7,2 miljarder USD och med totalt över 68 000 anställda (2022).

## Historik
De tidigaste ursprunget till namnet går tillbaka till 1904, då den brittiska firman Thornton, Webb & Co bildades. Genom en serie av namnändringar gick detta företag 1959 samman med en annan brittisk firma, Baker & Co, som startades 1868, för att bilda företaget Thornton Baker. År 1975 gick Thornton Baker samman med Kidston, Jackson, McBain, ett brittiskt företag som hade sitt ursprung i Glaswegian accountant, Robert McCowan, som startades 1844, och var en av grundarna av Institute of Accountants and Actuaries i Glasgow 1853.
I USA grundade 26-årige Alexander Richardson Grant i Chicago 1924 Alexander Grant & Co. Grant hade varit en ledande revisor Ernst & Ernst (nu Ernst & Young). Alexander Grant åtog sig att tillhandahålla tjänster till medelstora företag.
När Grant dog 1938 fortsatte Alexander Grant & Co att växa nationellt under nytt ledarskapet. År 1969  förenades Alexander Grant & Co med företag i Australien, Kanada, och USA för att genomföra organisationen av Alexander Grant Tansley Witt, som drevs framgångsrikt i tio år.
År 1980 sammanlänkades Alexander Grant & Co och Thornton Baker, företag med liknande egenskaper, kunder, antal anställda och värdegrunder med 49 andra företag för att bilda en global organisation, Grant Thornton. År 1986 bytte Alexander Grant & Co och Thornton Baker namn till Grant Thornton, vilket speglar deras ömsesidiga tillhörighet och strategiska inriktning.

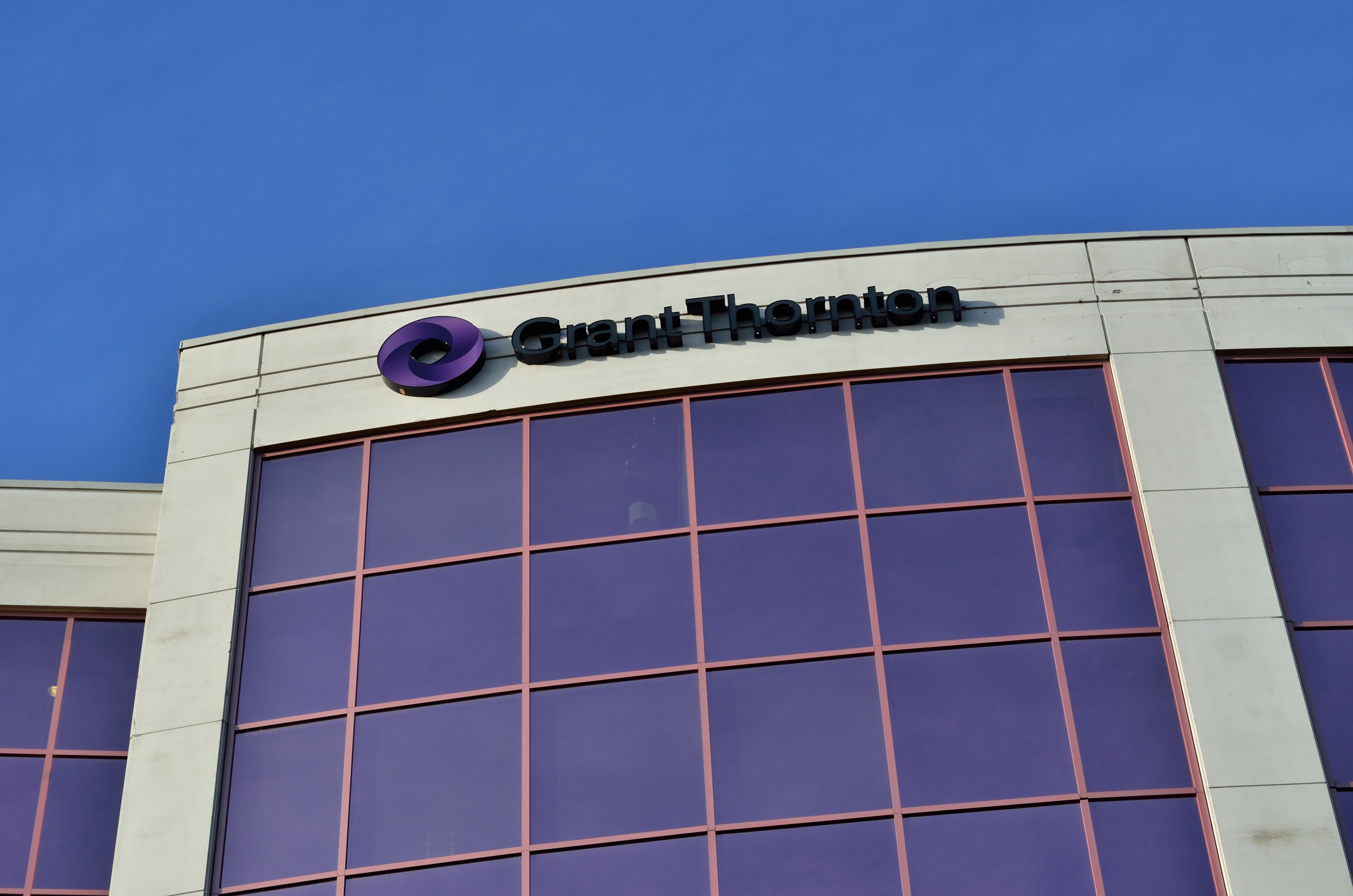
Grant Thornton, kontorsbyggnad.

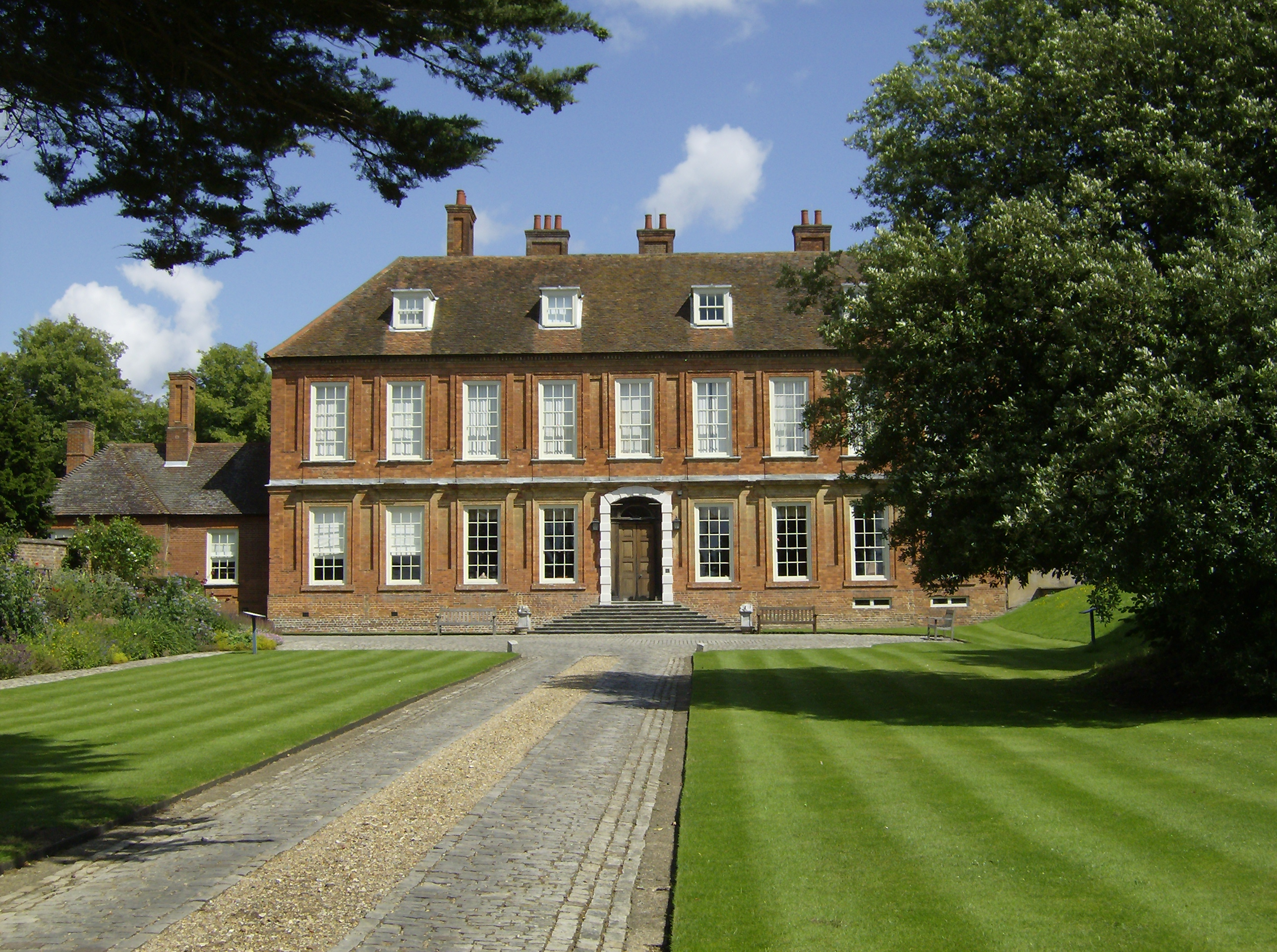
Bradenham Manor i Buckinghamshire, England, som ägs av Grant Thornton som utbildningsanläggning.

## Senare betydande fusioner
- Grant Thornton går samman med Carter Chaloner & Kearns 1987.
- Grant Thornton UK går samman med RSM Robson Rhodes i juli 2007.
- Grant Thornton Ryssland går samman med Rosexpertiza i januari 2012.
- Grant Thornton Kina går samman med Ascenda CPA i januari 2012.
- Grant Thornton Australien går samman med flera tidigare BDO-kontor i Melbourne och Sydney i maj 2012.

Grant Thornton Johannesburg går samman med den lokala PKF medlemsföretag i juli 2013. 
Även om många av företagen nu bär namnet Grant Thornton är de inte alla medlemmar i ett internationellt partnerskap. Varje medlemsföretag är en separat nationell enhet, och styr sig själv och hanterar sina administrativa frågor oberoende på lokal nivå.

## Nationella Grant Thornton-bolag
- Grant Thornton Sweden